# Pavoraja nitida
Pavoraja nitida är en rockeart som först beskrevs av Günther 1880.  Pavoraja nitida ingår i släktet Pavoraja och familjen egentliga rockor. IUCN kategoriserar arten globalt som nära hotad. Inga underarter finns listade i Catalogue of Life.